# محمد المسعود
محمد المسعود ، (1945 - 2020) لاعب كرة قدم كويتي سابق ومدرب كرة قدم سابق في نادي القادسية الكويتي ومنتخب الكويت لكرة القدم ، ورئيس الاتحاد الكويتي لكرة القدم التاسع .

## نبذة شخصية
لعب محمد فهد عبد العزيز المسعود مع نادي القادسية الكويتي منذ موسم 1963 ، وكان هداف كأس الأمير 1970–71 برصيد 5 أهداف، ولعب مع منتخب الكويت لكرة القدم، وكان مُهاجمًا، وكان هداف الدوري الكويتي لمدة أربعة مواسم متتالية منذ موسم 1968/1969 وحتى 1971/1972.

## تدريبه
سبق وأن درب نادي القادسية الكويتي في موسم 1976/1977، وكان مساعد لمدرب منتخب الكويت لكرة القدم منذ عام 1975 وحتى عام 1982 ، وشغل منصب نائب رئيس نادي القادسية الكويتي بين عامي 1997 و2003.

## المسيرة الدولية

### كأس الخليج 1970
```
سجل هدف في مرمى 
منتخب السعودية لكرة القدم
، 
ومنتخب قطر لكرة القدم
، 
ومنتخب البحرين لكرة القدم
، وكان هدافًا للبطولة مع 
جواد خلف
 برصيد 3 أهداف.
```

## مباراة اعتزاله
كانت مُباراة اعتزاله أمام نادي الزمالك في عام 1977، وفاز نادي القادسية الكويتي 3-2، وسجل جاسم يعقوب في تلك المباراة هدفين.

## ترشيحه ورئاسته للاتحاد الكويتي لكرة القدم 2007
أعلن أنهُ من بين الأسماء المرشحة إلى رئاسة الاتحاد الكويتي لكرة القدم هو محمد المسعود، وسيعقد نادي القادسية الكويتي اجتماع في يوم 4 أغسطس 2007 لاختيار مرشح نادي القادسية الكويتي، وسينحصر التنافس بين فيصل الدخيل ومحمد المسعود.
وفي يوم 4 أغسطس 2007 تم اختياره لكي ينافس على رئاسة الاتحاد الكويتي لكرة القدم.
وفي يوم 9 أغسطس 2007 تمت إشاعة خبر بأن ترشيحه باطل لأنه إذا فاز فإنه سيجمع بين منصب عضو في الهيئة العامة للشباب والرياضة ورئيس الاتحاد الكويتي لكرة القدم، وفي يوم 12 أغسطس 2007 أعلنت جريدة القبس الكويتية بأن المسعود لم يستقيل من منصبه حتى الآن، وفي يوم 12 أغسطس 2007 أعلن أن الهيئة العامة للشباب والرياضة ستقبل استقالته، وفي يوم 13 أغسطس 2007 قالت الهيئة العامة للشباب والرياضة بأنها ستقبل استقالته.
وفي يوم 29 أغسطس 2007 أعلن وزير الشؤون الاجتماعية والعمل الشيخ صباح الخالد الصباح بأن محمد المسعود قدم استقالته من الهيئة العامة للشباب والرياضة في تاريخ 29 يونيو 2007، وأنه رفعها إلى مجلس الوزراء، وبذلك يستطيع أن يرشح نفسه في الانتخابات.
وفي يوم 9 أكتوبر 2007 تم انتخابه كرئيسا للاتحاد الكويتي لكرة القدم بعد حصوله على 10 أصوات من أصل 14 عضو، وقال المسعود بأن هدف الاتحاد هو الوصول لكأس العالم لكرة القدم 2010.
وفي يوم 4 نوفمبر 2007 أعلن استقالته هو وأعضاء مجلس إدارة الاتحاد الكويتي لكرة القدم وذلك بسبب تعليق الفيفا لنشاط الاتحاد الكويتي لكرة القدم.

## ترشيحه للاتحاد الكويتي لكرة القدم 2008
تم تداول اسمه من بين المرشحين للاتحاد الكويتي لكرة القدم من قبل نادي القادسية الكويتي مع فيصل الدخيل ورفاعي الديحاني ، وتم ترشيحه رسميا لرئاسة الاتحاد الكويتي لكرة القدم في 9 نوفمبر 2008، وفي يوم 10 نوفمبر 2008 أعرف عن تقديره لكافة رؤساء الأندية لتزكيته لرئاسة الاتحاد وأثنى على موقف إدارة نادي القادسية بترشيحه لهذا المنصب.

## وفاته
تُوفي محمد المسعود في 28 يناير 2020 بعد صراع مع المرض.